# 夜行记
《夜行记》是中华人民共和国成立后创作的一段相声，讽刺了不遵守公德和违反交通法规的现象，其中以侯宝林、郭启儒表演的版本流传最广。

## 创作背景
1954年，《北京日报》的美术编辑李滨生在报纸上发表了一组四格漫画，主题是一名男子骑着一辆没有车闸和车灯的自行车，四处躲避交警。1955年，郎德沣、蒋清奎等几位北京交通处宣传科的交警，集体创作了相声《夜行记》，郎德沣执笔。1956年的一次庙会演出中，这段相声被报社记者发现，随后在《北京晚报》上全文发表，随后又被多个刊物转载。此时，当时身在北京和天津的两位相声大家侯宝林和郭荣起几乎同时看中了这段新作品，而且几乎同时修改并演出了这一作品。

## 内容
无论何种版本，《夜行记》都讲述了不讲公德的“我”因不想被“限制”，以低价买来了破旧不堪的二手车，最后因不遵守交通规则自食恶果的故事。但随着时代的发展，故事的情节也有所变化。在侯宝林和郭荣起的版本中，故事的主角都以28元（人民币，下同）的低价购买了一辆“除了铃不响，哪都响”的破旧自行车；骑行的路上主角接连肇事，代替车灯的纸灯笼也引发火灾，最后主角为躲避交警掉入沟中。不同的是侯宝林版时间较短，且故事发生在北京；郭荣起版时间较长，故事发生在天津。
进入20世纪90年代，沈永年改编、侯宝林之子侯耀文和搭档石富宽表演的《夜行记后传》问世，故事中的车辆变成了用各种废旧零件拼装而成、“苏联专家撤退时留下来”的摩托车，以0.8元一斤的废铁价格买来，连驾驶执照和车辆号牌都是手工画出来的，最后主角因为肇事外加使用伪造证件被拘留。后来郭德纲和于谦的《新夜行记》也是基于这个版本改编，不同的是主角在走出拘留所之后，又用废旧零件拼装了一辆“汽车”（驱动方式更接近人力三轮车），之后主角酒驾撞倒一老人并被碰瓷后驾车逃跑，结果路上掉入下水井，追来的老人又将井盖盖上。
之后又有廉春明、方清平创作，李金斗、李建华表演的《新夜行记》。随着私家车在中国大陆的逐渐普及，这一版本中的车辆变成了“倒到第九手的时候，苏联还没解体”的破旧汽车，主角以450元的低价买来，还对这辆车进行了一番“改装维护”，包括找修自行车的修汽车、用手电筒代替转向灯、用炒菜勺代替档把、用单肩包冒充安全带等。故事中，主角酒后驾驶，在撞上一辆拉泔水的平板车之后逃逸，最后为躲避交警掉入河中。